# Коронель (вспомогательный крейсер)
«Коронель» (нем. Coronel) — немецкий вспомогательный крейсер времён Второй мировой войны.
Коронель, бывшее торговое судно «Того» (нем. Togo), в германском флоте обозначался как HSK-10 и «Шифф-14» (нем. «Schiff 14»), во флоте Великобритании — «Рейдер „K“».
Этот корабль оказался последним представителем класса вспомогательных крейсеров, вошедшим в состав германского флота. Не смог выйти в открытое море, побед не имел.

## История создания
Сухогруз «Того» был построен на верфи «Вулкан» в Бремене по заказу гамбургской компании «Воэрманн Линие».
13 августа 1938 г. судно спустили на воду, и 22 сентября того же года оно вошло в строй.
После начала Второй мировой войны прорвалось через блокаду и вернулось в Гамбург, где 1 марта 1940 г. было реквизировано кригсмарине.
18 августа 1940 года его переделали в минный заградитель.
Затем РВМ приняло решение переоборудовать его во вспомогательный крейсер.
16 июня 1941 года корабль вывели из подчинения командующего минными заградителями.
Работы заняли период времени больше года — с 7 июня 1941 года по 25 октября 1942 года, которые проводились на верфях «Вилтон-Фейеноорд» в Схидаме, «Одерверке» в Штеттине и верфи ВМС в Готенхафене.
В декабре 1942 года работы завершились, и корабль вновь вошёл в строй.

## Боевые действия

### Рейдерский поход
31 января 1943 года рейдер под командой капитана-цур-зее Эрнста Тинемана начал попытку прорыва.
Сначала «Коронель» направился на север, для того чтобы выйти в Атлантику через Датский пролив, но с наступлением темноты повернул и направился на юг. В Гельголандской бухте корабль попал в шторм, сорвавший с якорей мины, и был вынужден укрыться от непогоды 3 февраля за островом Зильт.
7 февраля 1943 г. «Коронель» совершил попытку пересечь Ла-Манш в сопровождении тральщиков, но в течение следующих суток дважды садился на мель. После того, как корабль сняли с мели, было принято решение снова вернуться в Дюнкерк.
Вся эта суматоха привлекла внимание англичан. И когда в ночь на 10 февраля рейдер покинул Дюнкерк в сопровождении двенадцати тральщиков, то попал под прицельный огонь береговых батарей Дувра. В течение сорока минут, идя на полной скорости, корабль выдержал тридцать три залпа тяжелой артиллерии, но остался невредимым.
Затем пришла пора ночной авиации. Британские летчики добились одного точного попадания — бомба пробила палубу рядом с фок-мачтой по левому борту и взорвалась. Чтобы добить поврежденный рейдер, англичане бросили на его перехват соединение в составе пяти эскортных миноносцев типа «Хант» и шести торпедных катеров. Однако Тинеман сумел укрыться в Булони. В порту осмотр показал, что для ремонта полученных повреждений требуется не менее четырёх месяцев.
«Коронель» находился в Булони ещё двое суток, при этом город подвергался постоянным налетам авиации союзников. Тинеман понял, что нет смысла больше испытывать судьбу, и приказал вернуться обратно в Дюнкерк.
Стало ясно, что безопасно пройти Ла-Манш невозможно, и на следующее утро Тинеман получил приказ уже от Деница о возвращении на Балтику. Однако он остался не выполненным, так как через четыре часа Дюнкерк подвергся налету союзной авиации. Удар был нанесен восемнадцатью бомбардировщиками, которые хоть и не добились попаданий в сам HSK-10, но серьёзно повредили входные ворота порта, поймав рейдер в ловушку.
27 февраля рейдер смог покинуть порт и выйти в море. В пути он дважды садился днищем на песчаные банки, но в обоих случаях смог самостоятельно сняться с мели. Во время перехода «Коронель» со своим эскортом подвергся атаке восьми британских катеров, но все закончилось благополучно, и 28 февраля рейдер прибыл в Куксхафен, а 2 марта перешёл в Киль.
Это была последняя попытка прорыва рейдера из Германии в океан. Следующий готовый к выходу вспомогательный крейсер кригсмарине, «Ганза», вообще не был отправлен в поход. Несмотря на то, что «Михель» ещё некоторое время действовал в Индийском океане, это означало для Германии конец рейдерства как метода войны.

### Корабль наведения ночных истребителей ПВО
Позднее ему вернули прежнее имя и переоборудовали в корабль наведения ночных истребителей ПВО. С октября 1943 года «Того», находясь в подчинении люфтваффе, действовал в Балтике. В марте 1944, после трёх сильных бомбардировок Хельсинки советской авиацией, он прибыл в Финский залив для содействия авиационному прикрытию Таллина и Хельсинки.

## Послевоенная судьба

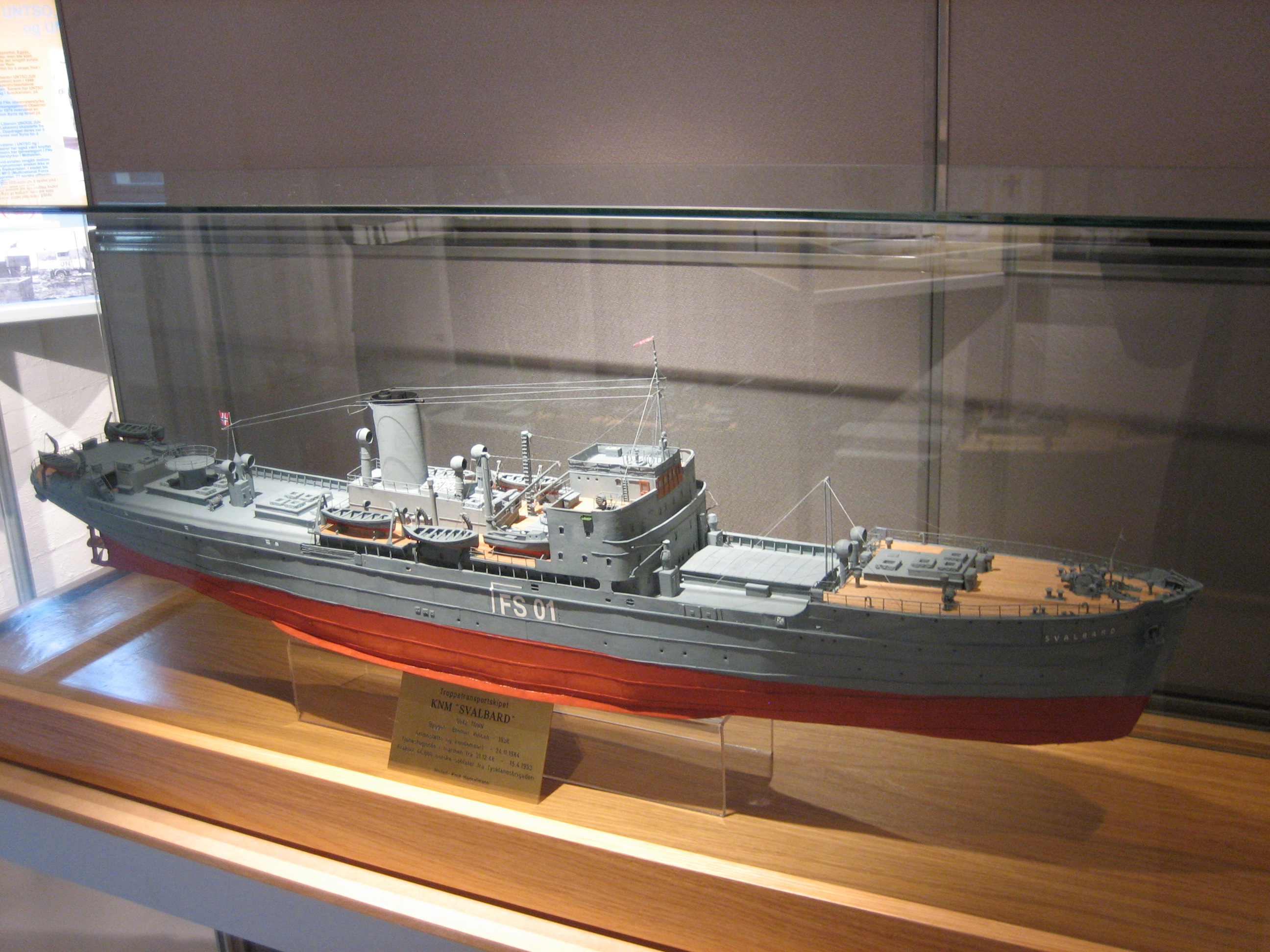
Модель транспорта «Свальбард» в музее крепости Бергенхус

Корабль уцелел в войне и был передан Великобритании, затем отошёл к Норвегии, некоторое время служил войсковым транспортом под именем «Свальбард».
У него была долгая жизнь торгового судна, которую он закончил под именем «Топека» 21 ноября 1984 года, когда во время урагана потерпел крушение и сел на грунт у побережья Мексики. Два человека при этом погибли.

### Сноски
1. ↑  «Шифф-14» (нем. «Schiff 14») — в переводе с немецкого означает «Судно № 14».
2. ↑  Капитан-цур-зее (нем. Kapitän zur See) — соответствует званию капитана 1-го ранга.